# W'akherta Ma'ak
W'akherta Ma'ak (وآخرتا معك), es el segundo álbum de estudio de la diva libanesa Elissa, El álbum fue lanzado en septiembre del año 2000 y volvió a ser un éxito de ventas en países del mundo árabe como Egipto, Túnez, Marruecos, entre otros. En este álbum de estudio, se encuentra un dueto con Ragheb Alama que también es un cantante libanés, con el tema «Betgheeb, Betrooh», el cual fue todo un éxito en el mundo árabe. También aparece una colaboración, esta vez con el turco Emrah.

## Pistas
- 1. «Daa' el-lnwan»
- 2. «Betgheeb, Betrouh» (Feat. Ragheb Alama)
- 3. «W'akherta Ma'ak»
- 4. «Haram»
- 5. «Minn Albi Tmanayt»
- 6. «Wahyatt El Hob»
- 7. «Ramchet A'yn»
- 8. «Sa'alina»
- 9. «Sahrani Habibi»
- 10. «Chafouna Tneyn»
- 11. «Minn Bloum»
- 12. «Wehyat El Hob» (Feat. Emrah)

## Sencillos
- W'akherta Ma'ak
- Betgheeb, Betrouh (Feat. Ragheb Alama)